# هيونس مارسيلو ليموس
هيونس مارسيلو ليموس (بالبرتغالية: Huenes Marcelo Lemos‏) (5 ديسمبر 1981 في ميناس جرايس في البرازيل – )؛ هو لاعب كرة قدم كان يلعب كمدافع.

## وصلات خارجية
- هيونس مارسيلو ليموس على موقع رابطة كرة القدم اليابانية للمحترفين (اليابانية)
- هيونس مارسيلو ليموس على موقع قاعدة بيانات كرة القدم.إي يو (الإنجليزية)
- هيونس مارسيلو ليموس على موقع Soccerway.com (الإنجليزية)
- هيونس مارسيلو ليموس على موقع عالم كرة القدم.نت (الإنجليزية)